# Liste der Einträge im National Register of Historic Places im Cottonwood County

Lage des Cottonwood County in Minnesota

Die Liste der Einträge im National Register of Historic Places im Cottonwood County in Minnesota führt alle Bauwerke und historischen Stätten im Cottonwood County auf, die in das National Register of Historic Places aufgenommen wurden.

## Aktuelle Einträge
| [ 2 ] | Name                                            | Bild                                            | Eintragsdatum        | Lage                                                        | Ort           | Beschreibung                                                                                                |
| ----- | ----------------------------------------------- | ----------------------------------------------- | -------------------- | ----------------------------------------------------------- | ------------- | --- |
| 1     | Isaac Bargen House                              | Isaac Bargen House                              | 1986 ID-Nr. 86001285 | 1215 Mountain Lake Road 43° 56′ 6″ N, 94° 55′ 29,1″ W       | Mountain Lake | 1888 im Queen Anne-Stil errichtetes Wohnhaus des deutschen mennonitischen Zeitungsherausgebers Isaac Bergen |
| 2     | Chicago, St. Paul, Minneapolis, and Omaha Depot | Chicago, St. Paul, Minneapolis, and Omaha Depot | 1986 ID-Nr. 86001286 | 4th Street Ecke 1st Avenue 44° 2′ 23,1″ N, 95° 26′ 7,1″ W   | Westbrook     | Im Jahr 1900 errichtetes Bahnhofsgebäude                                                                    |
| 3     | Cottonwood County Courthouse                    | Cottonwood County Courthouse                    | 1977 ID-Nr. 77000728 | 900 3rd Avenue 43° 51′ 57,5″ N, 95° 7′ 1,3″ W               | Windom        | 1904 errichtetes Gerichts- und Verwaltungsgebäude                                                           |
| 4     | Jeffers Petroglyphs Site                        | Jeffers Petroglyphs Site                        | 1970 ID-Nr. 70000291 | Abseits des County Highway 2 44° 5′ 32,1″ N, 95° 3′ 10,4″ W | Jeffers       | Rund 7000 Jahre alte Felszeichnungen; heute von der Minnesota Historical Society betreut                    |
| 5     | Mountain Lake Site                              | Mountain Lake Site                              | 1973 ID-Nr. 73000973 | Adresse nicht veröffentlicht                                | Mountain Lake | Stelle eines von 3000 v. Chr. bis um 1200 n. Chr. existierenden Dorfes auf einer Insel                      |